# Saccharodite kagoshimana
Saccharodite kagoshimana är en insektsart som först beskrevs av Matsumura 1914.  Saccharodite kagoshimana ingår i släktet Saccharodite och familjen Derbidae. Inga underarter finns listade i Catalogue of Life.